# اتحادیه کمونیست‌های ایران
اتحادیه کمونیست‌های ایران سازمانی مائوئیستی بود که ابتدا علیه شاه و سپس علیه جمهوری اسلامی ایران فعالیت می‌کرد.
اتحادیه، پیش از انقلاب ایران از ادغام سازمان انقلابیون کمونیست که سازمانی مائوئیست در خارج از کشور بود و «گروه پویا» که اعضایش بعضاً برای آموزش جنگ چریکی به فلسطین رفته بودند، تشکیل شد. نشریه «حقیقت» ارگان این سازمان بود و در بین جوانان تحصیلکرده در آمریکا و سایر کشورهای غربی به ویژه فعالان در کنفدراسیون دانشجویان ایرانی تأثیر و نفوذ قابل توجهی داشت. از جمله فعالان مبارز شناخته شده ضد حکومت شاه در خارج مانند سیامک زعیم، عبدالرحمان آزمایش، حسین ریاحی و فرید و وحید سریع القلم در این سازمان فعال بودند و در ابتدای انقلاب از مکتبی‌ها در مقابل لیبرال‌های اسلامی حمایت می‌کردند.
اما در خردادماه سال ۱۳۶۰ خورشیدی و هم‌زمان با عزل بنی‌صدر و درگیری شدید اپوزیسیون و نیروهای مکتبی جمهوری اسلامی، اتحادیه به رهبری سیامک زعیم به این باور رسید که جمهوری اسلامی با به اجرا گذاشتن یک کودتا خواستار یک‌دست نمودن و تصفیه درونی حکومت و سرکوب چپ‌هاست و باید علیه آن به فعالیت زیر زمینی و عملیات مسلحانه روی آورد.

## قیام سربداران
اتحادیه که حدود صد نفر از نیروهای خود را به جنگل‌های اطراف آمل فرستاده و در اندیشه زدن جرقه یک قیام سراسری در کشور بود، در نظر داشت تا این رویداد تقریباً همزمان با عملیات مسلحانه مجاهدین خلق و فداییان اقلیت در شهریور و مهر آن سال در سایر نقاط کشور باشد اما اختلاف نظرها و بحث‌های ایدئولوژیک رهبری آن، این اقدام را به تأخیر انداخت. نهایتاً اتحادیه تحت لوای «سربداران» تصمیم گرفت تا در زمستان سال ۱۳۶۰ به آمل حمله کرده و زمینه یک شورش همگانی را به وجود بیاورد. آن‌ها تخمین می‌زدند که حکومت بتواند حدود ۳۰۰۰ نفر از نیروهایش (سپاه، ژاندارم و بسیج) را برای مقابله به منطقه بفرستد. گروه آخر (بسیج) به خاطر شور جنگی و جانفشانی اعضایش شناخته شده بود که تنها با از جان گذشتگی شورشی‌ها قابل قیاس بود.
این شورش که در چهارم و پنجم بهمن ماه سال ۱۳۶۰ و با حمله به مراکز سپاه و بسیج و با سلاح‌هایی مانند تیربار، آغاز شد، پس از ۴۸ ساعت درگیری سرانجام در تاریخ ۶ بهمن با تمرکز قوای نیروهای سپاه پاسداران، پلیس و بسیجیان سرکوب و شهر باز پس گرفته شد.
اگرچه تلفات سنگینی به نیروهای حکومتی وارد شد، بیشتر شورشیان کشته یا دستگیر شدند. پس از دستگیری تعدادی از اعضای جنبش، با استفاده از اطلاعاتی که از دستگیرشدگان به‌دست آمد سایر افراد و بیشتر کمیته مرکزی گروه در عرض چند ماه بازداشت شدند. در زندان (طبق گفته سایر افراد سازمان، تحت شکنجه)، نظریه پردازان گروه توبه نموده و تقاضای بخشش نمودند. آن‌ها حتی روح‌الله خمینی را به عنوان سدی علیه امپریالیسم ستودند. با این حال بخششی در مورد این افراد صورت نگرفت. آنان در تهران محاکمه و به اعدام محکوم شدند. سپس به آمل منتقل شده و در سالگرد این واقعه، در مرکز شهر در ملاء عام اعدام شدند. اعضا و هواداران خوش‌اقبالی که دستگیر نشده بودند نیز از کشور گریختند.
اعضای باقی‌مانده در خارج از ایران به مائوئیسم بین‌الملل پیوستند و در دههٔ ۸۰، حزب کمونیست ایران (مارکسیست-لنینیست-مائوئیست) را تأسیس کردند که تا به امروز فعال است.
این سازمان در سال‌های مختلفی نشریه حقیقت را منتشر می‌کرد و امروز نیز حزب کمونیست ایران (مارکسیست-لنینیست-مائوئیست)، به انتشار این نشریه ادامه می‌دهد.